# 李岳閏
李岳閏，又名李岳润，江西吉安永丰县南坊人，明朝政治人物、進士出身。

## 生平
永樂四年，登進士。后選為翰林院庶吉士。